# Molines-en-Queyras

Molines-en-Queyras este o comună în departamentul Hautes-Alpes, Franța. În 1 ianuarie 2022 avea o populație de 307 de locuitori.